# ワカ (テキサス州)
ワカ（英: Waka）は、アメリカ合衆国、テキサス州、オチルツリー郡北部にある、非法人地域である。オチルツリー郡の郡庁所在地であるペリートンからは南西に25キロメートルのところにあり、テキサス州道15号線に沿って集落が存在する。標高は928メートルである。
ワカは法人化されていないにもかかわらず、2014年まで郵便局があり、79093のZIPコードが与えられている。ZIPコード別に振り分けられた、2000年国勢調査結果のZCTAによれば、人口は76人である。
当初、ワカカ (Wawaka) と名付けられていたこのコミュニティは、1885年、ドイツ人移民によって開拓され、1901年に郵便局が開局された。1919年、ワカカから5キロメートル離れた、パンハンドル・アンド・サンタフェ鉄道沿いにバーンサイド (Burnside) 駅が、周辺農家の荷積み場として計画された。ワカカの住民と郵便局長は、鉄道の利便性からそちらのほうに移住してしまった。それから2年後の1921年、地名は現在のワカに改名された。一方、郵便局に冠されたワカカという地名は1927年の郵便局改名まで残された。
2014年、同年3月29日に郵便局を閉局する旨が知らされた。閉局が知らされた時点で、43人の郵便利用者がいたが、閉局されれば8.5キロメートル離れたファーンズワースが最寄りの郵便局となり、そのファーンズワースも閉局の危機に直面している。2017年時点、米国郵政ウェブサイトで、ワカ周辺の郵便局を検索するとファーンズワースが最寄りとしてヒットする。

## 気候
ワカの気候は、ケッペンの気候区分でいうところの、ステップ気候である。